# Église Notre-Dame-de-Lourdes des Pavillons-sous-Bois
Pour les articles homonymes, voir Église Notre-Dame-de-Lourdes.
L'église Notre-Dame-de-Lourdes située avenue Aristide-Briand aux Pavillons-sous-Bois dans le département de la Seine-Saint-Denis en région Île-de-France est une église affectée au culte catholique,.
Elle est inaugurée par l'archevêque de Paris, Monseigneur Léon Adolphe Amette, le 17 septembre 1911.

## Histoire de l'église
Lorsque la séparation de l'Église et de l'État est prononcée en 1905, l'État procède à l'inventaire des biens des églises. Les Pavillons-sous-Bois ne se sentent pas concernés : ils ne possèdent pas de lieu de culte. Les fidèles pavillonnais suivent les offices dominicaux à l'église Saint-Louis du Raincy ou à Bondy.

### Un abbé et des fidèles décidés

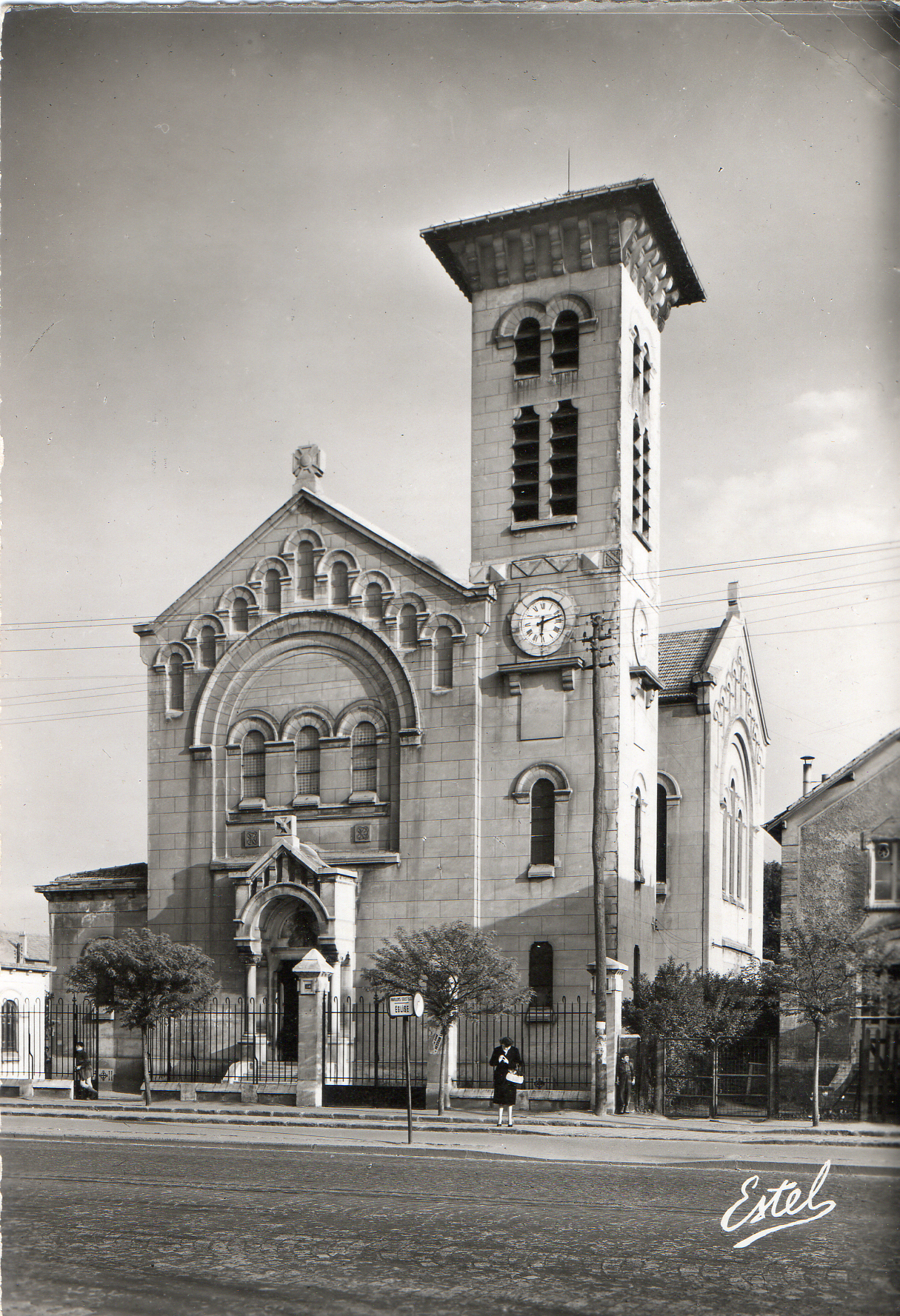
Notre-Dame de Lourdes.

En 1908, l'abbé Alfonsi s'installe dans la commune, municipalité majoritairement ouvrière et socialiste. Dans un premier temps, l'abbé ouvre un oratoire dans la salle à manger d'une petite maison. Puis, il fait construire une petite chapelle. Deux années plus tard, avec l'aide de ses fidèles et malgré une majorité anticléricale, l'abbé pose la première pierre d'une église. La cérémonie est houleuse et la foule massée autour du terrain ne cache pas son hostilité. Alors que les fidèles de l'abbé Alfonsi entonnent des cantiques, une foule déchaînée tente de couvrir leurs voix aux cris de « À bas la calotte » et en chantant L'Internationale. Imperturbable, l'abbé continue sa bénédiction et les futurs paroissiens leurs chants religieux. Et l'église, placée sous le vocable de Notre-Dame-de-Lourdes, voit le jour. Elle est inaugurée par l'archevêque de Paris, Monseigneur Amette, le 17 septembre 1911.

### Les marécages obligent à construire l'église sur pilotis
Les travaux sont compliqués. Le terrain étant marécageux, l'édifice doit être construit sur des pilotis en chêne. Contrairement à l'orientation habituelle vers l'Est (vers Jérusalem), le bâtiment est orienté vers le Sud. On y pénètre par un portail percé dans un porche. La nef se compose de deux travées identiques, séparées par un large transept peu saillant. Le carré formé par leur croisée est couvert d'une coupole. 

## Les vitraux
En 1913, deux vitraux appartenant à la chapelle des Barnabites (aujourd'hui l'église Saint-Charles-de-Monceau à Paris) sont offerts à la paroisse : celui de saint Joseph et celui de l'Annonciation (actuellement dans la sacristie). Les autres vitraux, de belles qualités visuelles et théologiques, ont été réalisés de la fin des années 1940 (ateliers Mauméjean) aux années 1970 par différents artistes notamment pour les derniers par un jeune artiste pavillonnais (Pierre Jeannot). Ceux du chœur axial (en face de l'entrée principale) ont été réalisés par Jacques Le Chevallier. Dix-neuf d'entre eux racontent les épisodes de la vie de la Vierge Marie : allant de l'Annonce de sa naissance dès le péché d'Adam jusqu'à la proclamation du dogme de l'Immaculée Conception en 1854.

## Le chœur
Le chœur liturgique de l'église a été déplacée durant les années 1970 du côté du transept droit. Il a été rénové en 2020. Un nouvel espace liturgique comprenant un autel en pierre, un ambon et des sièges en pierre a été solennellement dédicacé et béni le 12 décembre 2021 par Mgr Pascal Delannoy, évêque de Saint-Denis. L'autel comporte en son sein une relique du saint Curé d'Ars.

## Les reliques
Depuis 2020, dans l'ancien chœur, désormais chapelle axiale, l'église offre à la vénération des fidèles une relique insigne des saints époux Martin, Louis et Zélie, parents de l'illustre sainte Thérèse de Lisieux, canonisés en 2015 par le pape François. De plus, elle présente une relique insigne de Saint Louis, roi de France. 

## Les grandes orgues
En octobre 2018, la paroisse a fait l'acquisition d'un orgue de 23 jeux, du célèbre facteur Rudolf von Beckerath datant de 1959. Reconstruit par le facteur Yves Fossaert et son équipe, l'orgue a été béni et inauguré le 17 mars 2019 par Monseigneur Delannoy, évêque de diocèse de Saint-Denis en présence de madame Katia Coppi, maire des Pavillons sous Bois, de monsieur Alain Ramadier, député de Seine-Saint-Denis, et de monsieur Philippe Dallier, premier vice président du Sénat.  
Histoire de l'orgue :
Initialement, l'orgue se trouvait dans une église luthérienne en Allemagne. Rudolf von Beckerath reçut la commande pour la construction d'un orgue qu'il termina en 1959. En 2018, à la suite de la désacralisation de l'église, l'orgue est mis en vente. C'est à ce moment que la paroisse Notre-Dame-de-Lourdes décida de l'acheter. Il s'agit donc du seul orgue Beckerath en France construit du vivant du fameux facteur.
Composition :
Composition  (traduction française) :
        G.- O.                                            Positif de dos                                     Pédale    
clavier II  56 notes (C-g''')                 clavier I  56 notes (C-g''')                       30 notes (C-f')
Montre              8'                                  Bourdon en bois 8'                                    Soubasse    16'
Flûte à cheminée 8'                            Prestant               4'                              Principal      8'
Prestant            4'                               Flûte à cheminée 4'                             Bourdon       8'
Flûte conique     4'                              Doublette             2'                                Octave       4'
Nazard             2'2/3                           Sesquialtera         II                               Mixture        III
Flageolet           2'                               Larigot                 1'1/3                             Basson     16'
Fourniture        IV-VI                           Cymbale              III                               Clairon          4'
Trompette          8'                              Cromorne             8'
ACC I/II - I/P - II/P  Tremblant doux I  - Accord au tempérament inégal "Kellner"

## Les salles paroissiales
La paroisse dispose de salles paroissiales atypiques appelées "Chalet". Ce nom est dû à la forme de la toiture et aux volets en bois rappelant les chalets montagnards. 
Construit en 1976 sous l'impulsion de l'abbé Michel Mercier, curé de la paroisse, le "Chalet" s'est dégradé peu à peu et a finalement bénéficié d'une rénovation totale grâce aux Chantiers du Cardinal qui ont financé 90% des travaux. L'inauguration a été célébrée le dimanche 10 juin 2018.    